# Barbara Parker
Barbara Parker (Columbia, 28 januari 1947 – Boca Raton, 7 maart 2009) was een Amerikaans misdaadschrijfster.
Ze schreef in totaal 12 romans. Met de eerste, Suspicion of Innocence, werd ze finaliste van de Edgar Allan Poe Award voor beste debuutmisdaadroman. 

### Suspicion-reeks
- Suspicion of Innocence (1994)
- Suspicion of Guilt (1995)
- Suspicion of Deceit (1998)
- Suspicion of Betrayal (1999)
- Suspicion of Malice (2000)
- Suspicion of Vengeance (2001)
- Suspicion of Madness (2003)
- Suspicion of Rage (2005)

### Andere
- Blood Relations (1994)
- Criminal Justice (1997)
- The Perfect Fake (2006)
- The Dark of Day (2008)
- The Reckoning (2009) (onvoltooid)